# 2024年T1聯盟季後賽
2024年T1聯盟季後賽是T1聯盟2023-24賽季季後賽，分為五戰三勝制四強賽與七戰四勝制總冠軍賽兩個階段。四強賽於2024年5月4日至5月14日舉行，總冠軍賽於5月24日至6月1日進行。季後賽口號為「瘋掉」（Keep SHOUUUT）。

## 對陣圖
|  | 四強賽 | 四強賽       | 四強賽 |              |   | 總冠軍賽 | 總冠軍賽 | 總冠軍賽 |  |
|  |        |              |        |              |   |          |          |          |  |
|  | 1      | 新北中信特攻 | 2      |              |   |          |          |          |  |
|  | 1      | 新北中信特攻 | 2      |              |   |          |          |          |  |
|  | 4      | 臺北戰神     | 3      |              |   |          |          |          |  |
|  | 4      | 臺北戰神     | 3      |              | 4 | 臺北戰神 | 0        |          |  |
|  |        |              |        |              | 4 | 臺北戰神 | 0        |          |  |
|  |        |              | 2      | 台啤永豐雲豹 | 4 |          |          |          |  |
|  | 2      | 台啤永豐雲豹 | 2      | 台啤永豐雲豹 | 4 | 3        |          |          |  |
|  | 2      | 台啤永豐雲豹 |        |              |   |          |          |          |  |
|  | 3      | 高雄全家海神 | 0      |              |   |          |          |          |  |

粗體表示系列賽贏家

## 四強賽

### （1）新北中信特攻vs（4）臺北戰神
| 2024年5月4日 14:00 |

| 詳細數據 |

| 臺北戰神 95–94 新北中信特攻（OT）                               |  |                                                        |
| 每節分數： 35–12、19–27、18–26、15–22、： 8–7                   |  |                                                        |
| 得分： 強森（23） 篮板： 強森（16） 助攻： 科倫紐克 / 強森（5） |  | 得分： 艾德（28） 篮板： 艾德（15） 助攻： 謝亞軒（8） |
| 臺北戰神以1比0領先                                              |  |                                                        |

| 2024年5月6日 19:00 |

| 詳細數據 |

| 臺北戰神 88–95 新北中信特攻                            |  |                                                                |
| 每節分數： 26–20、21–18、26–34、15–23                  |  |                                                                |
| 得分： 林秉聖（30） 篮板： 恩多（14） 助攻： 恩多（6） |  | 得分： 艾德（32） 篮板： 艾德 / 柯丹（11） 助攻： 林韋翰（13） |
| 新北中信特攻扳成1比1平手                               |  |                                                                |

| 2024年5月9日 19:00 |

| 詳細數據 |

| 新北中信特攻 72–80 臺北戰神                                       |  |                                                          |
| 每節分數： 20–18、23–10、12–26、17–26                             |  |                                                          |
| 得分： 阿巴西（23） 篮板： 柯丹（11） 助攻： 克力斯 / 林韋翰（4） |  | 得分： 林秉聖（24） 篮板： 恩多（17） 助攻： 曹薰襄（9） |
| 臺北戰神以2比1聽牌                                                |  |                                                          |

| 2024年5月11日 19:00 |

| 詳細數據 |

| 新北中信特攻 81–71 臺北戰神                            |  |                                                      |
| 每節分數： 19–20、21–16、23–18、18–17                  |  |                                                      |
| 得分： 艾德（27） 篮板： 艾德（16） 助攻： 阿巴西（6） |  | 得分： 恩多（25） 篮板： 恩多（13） 助攻： 強森（5） |
| 新北中信特攻扳成2比2平手                               |  |                                                      |

| 2024年5月14日 19:00 |

| 詳細數據 |

| 臺北戰神 97–91 新北中信特攻                            |  |                                                                  |
| 每節分數： 22–30、20–22、32–17、23–22                  |  |                                                                  |
| 得分： 恩多（34） 篮板： 恩多（16） 助攻： 林秉聖（7） |  | 得分： 阿巴西 / 柯丹（25） 篮板： 柯丹（12） 助攻： 曾文鼎 （7） |
| 臺北戰神以3比2挺進總冠軍賽                             |  |                                                                  |

### （2）台啤永豐雲豹vs（3）高雄全家海神
| 2024年5月5日 14:00 |

| 詳細數據 |

| 高雄全家海神 76–90 台啤永豐雲豹                            |  |                                                            |
| 每節分數： 18–20、14–25、22–21、22–24                      |  |                                                            |
| 得分： 庫薩斯（19） 篮板： 庫薩斯（12） 助攻： 史考特（7） |  | 得分： 卡森斯（22） 篮板： 卡森斯（15） 助攻： 卡森斯（6） |
| 台啤永豐雲豹以1比0領先                                     |  |                                                            |

| 2024年5月7日 19:00 |

| 詳細數據 |

| 高雄全家海神 98–107 台啤永豐雲豹                           |  |                                                            |
| 每節分數： 23–37、19–20、24–23、32–27                      |  |                                                            |
| 得分： 胡瓏貿（28） 篮板： 庫薩斯（13） 助攻： 史考特（6） |  | 得分： 克羅馬（30） 篮板： 威廉斯（12） 助攻： 克羅馬（5） |
| 台啤永豐雲豹以2比0聽牌                                     |  |                                                            |

| 2024年5月10日 19:00 |

| 詳細數據 |

| 台啤永豐雲豹 113–111 高雄全家海神（OT）                    |  |                                                           |
| 每節分數： 22–38、28–18、21–21、30–24、： 12–10            |  |                                                           |
| 得分： 卡森斯（37） 篮板： 卡森斯（18） 助攻： 卡森斯（5） |  | 得分： 史考特（24） 篮板： 艾倫（14） 助攻： 史考特（11） |
| 台啤永豐雲豹以3比0挺進總冠軍賽                             |  |                                                           |

## 外部連結
- 官方网站